# Lucas Fox
Lucas Fox, född 2 oktober 2000, är en luxemburgsk fotbollsmålvakt som spelar för 1. FC Bocholt.

## Klubbkarriär
Fox spelade som ung för F91 Dudelange, men lämnade för A-lagsfotboll i Jeunesse Esch. Han debuterade som 18-åring i Luxemburgs högstadivision den 15 september 2019 i en 3–0-förlust mot Fola Esch. Fox spelade totalt fyra ligamatcher och en cupmatch under säsongen 2019/20. Följande säsong var han klubbens förstemålvakt och spelade samtliga 30 ligamatcher samt en cupmatch.
Sommaren 2021 var Fox på väg att flytta till tyska tredjedivisionsklubben Viktoria Köln, men förhandlingarna bröt samman. Efter ett halvår utan klubb skrev han i januari 2022 på ett 2,5-årskontrakt med F91 Dudelange. Fox spelade 13 ligamatcher under säsongen 2021/22 då Dudelange blev luxemburgska mästare.
Den 1 juli 2023 värvades Fox av tyska 1. FC Bocholt på ett tvåårskontrakt.

## Landslagskarriär
Under 2021 spelade Fox fyra matcher för Luxemburgs U21-landslag i kvalet till U21-EM 2023. I mars 2021 blev han för första gången uttagen i A-landslaget.

## Meriter
F91 Dudelange
- Luxemburgsk mästare: 2021/2022